# Chionothremma pythia
Chionothremma pythia es una especie de polilla del género Chionothremma, tribu Archipini, familia Tortricidae. Fue descrita científicamente por Meyrick en 1920.

## Distribución
La especie se distribuye por Nueva Guinea.